# Seattle SuperSonics 1974-1975
La stagione 1974-75 dei Seattle SuperSonics fu l'8ª nella NBA per la franchigia.
I Seattle SuperSonics arrivarono secondi nella Pacific Division della Western Conference con un record di 43-39. Nei play-off vinsero il primo turno con i Detroit Pistons (2-1), perdendo poi la semifinale di conference con i Golden State Warriors (4-2).

## Roster
| N° | Naz.                   | Ruolo | Sportivo        | Anno | Alt. | Peso |
| -- | ---------------------- | ----- | --------------- | ---- | ---- | ---- |
| 11 | Stati Uniti (bandiera) | A     | Leonard Gray    | 1951 | 203  | 109  |
| 13 | Stati Uniti (bandiera) | G     | Slick Watts     | 1951 | 185  | 79   |
| 16 | Stati Uniti (bandiera) | C     | Tommy Burleson  | 1952 | 218  | 102  |
| 20 | Stati Uniti (bandiera) | A     | Dean Tolson     | 1951 | 203  | 86   |
| 21 | Stati Uniti (bandiera) | G     | Archie Clark    | 1941 | 188  | 79   |
| 22 | Stati Uniti (bandiera) | GA    | Tal Skinner     | 1952 | 196  | 88   |
| 24 | Stati Uniti (bandiera) | AC    | Spencer Haywood | 1949 | 203  | 102  |
| 25 | Stati Uniti (bandiera) | G     | Rod Derline     | 1952 | 183  | 79   |
| 30 | Stati Uniti (bandiera) | A     | Wardell Jackson | 1951 | 201  | 91   |
| 31 | Stati Uniti (bandiera) | AC    | Jim Fox         | 1943 | 208  | 104  |
| 32 | Stati Uniti (bandiera) | G     | Fred Brown      | 1948 | 191  | 83   |
| 40 | Stati Uniti (bandiera) | GA    | John Brisker    | 1947 | 196  | 95   |
| 42 | Stati Uniti (bandiera) | AC    | John Hummer     | 1948 | 206  | 104  |
| 43 | Stati Uniti (bandiera) | A     | Kenny McIntosh  | 1949 | 201  | 102  |

## Staff tecnico
- Allenatore: Bill Russell
- Vice-allenatori: Em Bryant, Bob Hopkins